# پلنگی (دشتستان)
پلنگی روستایی لر نشین از توابع بخش شبانکاره در شهرستان دشتستان استان بوشهر ایران.

این روستا در شرق رودخانه شاهپور واقع است، در فاصله ۵ کیلومتری این روستا سد رئیسعلی دلواری بر روی این رودخانه واقع شده‌است.
تا سال ۱۲۲۰هجری شمسی روستاهای مزارعی، کان سرخ، سیاه منصور، میلک، دشتگور علیا و سفلی (دشتگور کانو) جزو ۲۵ روستاهای تحت پوشش حوزه خشت بوده‌است، ولی اسمی از روستای پلنگی در آن دیده نمی‌شود و نشان می‌دهد که اجداد مردم فعلی روستای پلنگی در میلک و دشتگور علیا و سفلی سکونت داشته‌اند و می‌توان بنیان فعلی روستای پلنگی را حدود سال ۱۲۵۰ هجری شمسی محاسبه کرد که اولین کسانی که به مکان فعلی روستای پلنگی آمدند و سکونت کردند عبارتند از: کربلایی حسن (کل حسن)، کربلایی حسین (کلسین)، کل حسینقلی، قاید یا کاید عبدالعلی، کاخانعلی، عام بارونی گپ، که نسل‌های آنان در روستای پلنگی فعلی زندگی می‌کنند و فامیل خانوادگی آنها  «بارگاهی» می‌باشد.
قدمت و سابقه روستای پلنگی فعلی را باید حدود ۱۵۰ سال حساب کرد.محمدکریم بارگاهی، روستای پلنگی
اولین کدخدایان روستای پلنگی که ما اطلاع داریم و از گذشته به امروز سینه به سینه و نسل به نسل منتقل شده است عبارتنداز : کاگرگعلی(قاید گرگعلی)، کاعواس(قاید عباس) فرزندان ملا کاووس که کاووسی های ساکن در وحدتیه امروزی از نسل وتبار آنها هستند.
کا عودلی(قاید عبدالعلی) که نوادگان ایشان در روستای پلنگی و سعد آباد و خشت سکونت دارند. 
محمدکریم بارگاهی، روستای پلنگی

## جمعیت
این روستا در دهستان شبانکاره قرار داشته و براساس سرشماری سال ۱۳۸۵ جمعیت آن ۵۷۳نفر (۱۰۰خانوار) می‌باشد.
شغل بیشتر مردم روستا از قدیم‌الایام کشاورزی، دامداری و صید و شکار بوده‌است که الان بیشتر کشاورزی بصورت دیم و آبی و دامداری به روش سنتی دارند.بیشتر مواد غذایی را خودشان با دسترنج خودشان بدست می آوردند، مثلا لبنیات مانند شیر، ماست، کره، دوغ، روغن حیوانی، لورک، کشک، آغوز را ازشیر حیواناتی مانند بز، گوسفند وگاو تهیه می کردند و یک سنت زیبا هم داشتند که هر خانواده ای که بز وگوسفند وگاو نداشتند واز وضعیت مالی ضعیفی برخوردار بودند از طرف خانواده هایی که این حیوانات را داشتند و لبنیات به اندازه کافی تهیه می کردند، تغذیه می شدند تا کمتر در مضیقه باشند. محمدکریم بارگاهی، روستای پلنگی

## تاریخچه
اصالت مردم این روستا از لر چهار محال و بختیاری و زبان و گویش لری دارند و صحبت می‌کنند.
فامیل تمام اهالی روستای پلنگی *بارگاهی* می‌باشد.
اجداد و تبار مردم روستای پلنگی توسط نادرشاه افشار از چهارمحال بختیاری به مناقب حکومتی و لشکری گمارده می‌شوند و دلیل آن هم مهارت در تیراندازی، اسب سواری، غیرت، اعتماد، و فاداری، ذکاوت و هوشیاری آنان بوده‌است و تا زمان آخرین پادشاه حکومت زندیه یعنی لطفعلی خان زند نیز همین مناصب را در دربار و حکومت و لشکریان در شیراز به عهده داشتند، تا اینکه آقامحمدخان قاجار روی کار آمد و این مردم از شیراز به دشتستان کوچ کرده و به سه گروه تقسیم می‌شوند، یک گروه در روستای بارگاهی فعلی در نزدیکی برازجان، گروهی در روستاهای سرکره و بنداروز در جنوب برازجان فعلی و گروهی دیگر به مناطق شمالی دشتستان یعنی در سواحل شرقی و شمالی رودخانه شاپور کوچ و سکونت می‌کنند و به خاطر داشتن مناصب حکومتی و لشکری در دربار دو حکومت افشاریان و زندیه به آنها بارگاهی می‌گویند. بیشتر اهالی روستاهای پلنگی، دشتگور، جرّه‌ها، میلک، سیاه منصور، زکریایی، بنه محمد و خانعلی و حتی گروهی در شهر وحدتیه از طایفه بارگاهی هستند.
قدمت و سابقه روستای پلنگی با توجه به وجود آثار باستانی و تاریخی که وجود دارد بسیار زیاد است ولی مشخص نیست و باید این آثار مورد بررسی قرار گیرند تا سابقه روستا به درستی مشخص شود.
از آثار باستانی و تاریخی روستای پلنگی می‌توان آسیاب آبی، غار سهو، غار نزدیک آسیاب آبی، چر پیچسو، چشمه قدیمی، چک گدار گوخری را نام برد که همگی در نزدیک بستر آب رودخانه مابین گُدار چشمه و گُدار گووخری قرار دارند.
غار غلو سوزو، غار غلو سهرابی، غار دودری، غار عام نوروز، پلکان طراحی شده در دیواره رودخانه، حوضچه آبی درسنگ چرم در قسمت‌های شمالی وغار تجاری دره غُنجعلی، آب انبار قدیمی در غرب در زمین‌های کشاورزی بهونل از دیگر آثار تاریخی روستای پلنگی می‌باشند.محمدکریم بارگاهی، روستای پلنگی